# Tragedia de los bomberitos

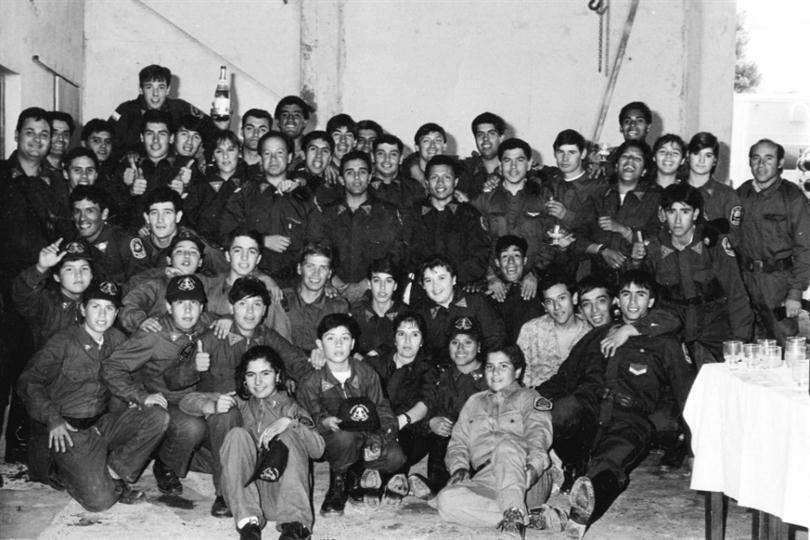
Foto de los jóvenes que participaron de la extinción del fuego. Algunos de ellos sobrevivieron.

La llamada tragedia de los bomberitos hace referencia a una desgracia ocurrida el 21 de enero de 1994 en Puerto Madryn, provincia de Chubut, Argentina, en que una dotación de 25 bomberos de esa ciudad, que tenían entre 11 y 23 años, y de los cuales once eran menores de edad, fallecieron por asfixia al intentar controlar un incendio en un campo.

## Cronología de la tragedia
El incendio se inició en horas del mediodía del 21 de enero de 1994, en una zona junto a la ruta nacional 3, cerca de la rotonda sur de acceso a la ciudad y a unos 15 kilómetros de esta.
- 14:30. Los bomberos recibieron un llamado de la Seccional Primera. Dos grupos se internaron unos 3000 metros dentro del campo en dos móviles, hacia la zona nombrada como Puesto Gallastegui, una construcción abandonada, y continuaron a pie para combatir las llamas.
- 16:15. Un tercer grupo, comandado por el suboficial principal José Luis Manchula (23 años), llegó al lugar. En el mismo había varios menores. Bajaron del móvil y caminaron 400 metros con dirección oeste. Su equipo de protección era precario: overoles y botas de goma. Llevaban cinco radiotransmisores.
Manchula era, entre todo el personal de bomberos, el que tenía el grado más alto en aquella jornada pues Ricardo Vera, el jefe del cuerpo de Madryn, se encontraba en la localidad de Rawson.
- 17:20. El viento cambió de dirección e incrementó su velocidad llegando a 40 km/h: La temperatura del día llegó a su máxima, 32°.
- 17:25. El sargento Julio Laportilla llamó con urgencia al grupo. Les advirtió que, por obra del viento y la vegetación propia de la árida meseta patagónica, las llamas estaban incrementando su tamaño, pero nadie le contestó.
- 17:35. El sargento insistió y esta vez Manchula le pidió que los auxilie, que las llamas los estaban rodeando.
- 17:38. Laportilla intentó llegar donde supone que estaba el grupo, pero las llamas se lo impidieron.
- 17.40. Laportilla logró atravesar el fuego, avanzó hasta una tranquera, pero no logró obtener contacto de ningún tipo con ellos. Supuso que sus compañeros buscaron una vía de escape.
- 17:55. Laportilla se comunicó con el Cuartel Central y pidió que se hiciera sonar la sirena de alarma general.
- 18:00 a 18:15. Se recibieron pedidos de ayuda del grupo, el último que captaron probablemente de un menor, que lo hacía con desesperación. Un fotógrafo de fauna, José Luis Lazarte, que se encontraba por la zona, llegó a las 18 horas, y comentaría luego: Entré con los bomberos un tramo, unos 300 metros, hice fotos y volví. Por el humo, era como de noche. Para mí, en ese momento, era un incendio de campo más, algo que ocurría día por medio. Después supimos lo que pasó. Muchos padres ya fallecieron, y un par se suicidaron…. Para entonces, los 25 bomberos habían muerto por asfixia.
- 7:30 del día siguiente (sábado 22). Se encontraron la camioneta y la autobomba de la dotación arrasadas por el fuego. Se hallaron los primeros cadáveres y además, desde un helicóptero también se vio el panorama. A bordo iba Vera, (el mencionado jefe del cuerpo que se encontraba Rawson), que al comprobar la muerte de sus subalternos tuvo un ataque de nervios y debió ser internado en Madryn. Se sabría luego que al cambiar el viento, el humo del incendio se volvió espeso, asfixiando así a los 25 jóvenes.
- Sábado 22. Se realizó el velatorio de los 25 bomberos.
 Por la noche, el viento cambió nuevamente la dirección del incendio y terminó apagándose solo, al encontrarse con lo que ya había quemado.
- Domingo 23, 18:15. Los féretros fueron llevados al cementerio sobre un camión que encabezaba una larga caravana.

## Nombres y edades de los fallecidos
- Daniel Araya (21)

- Mauricio Arcajo (12)
- Andrea Borredá (18)
- Ramiro Cabrera (16)
- Marcelo Cuello (23)
- Néstor Dancor (15)
- Alicia Giudice (22)
- Raúl Godoy (23)
- Alexis González (22)
- Carlos Hegui (12)
- Lorena Jones (15)
- Alejandra López (15)
- Gabriel Luna (21)
- José Luis Manchula (23)
- Leandro Mangini (18)
- Cristian Meriño (21)
- Marcelo Miranda (11)
- Juan Moccio (15)
- Jesús Moya (20)
- Alan Urzagasti (18)
- Juan Manuel Passerini (16)
- Enrique Zoilo Rochon (19)
- Paola Romero (17)
- Cristian Llambrún (21)
- Cristian Zárate (14)
- Juan Carlos Zárate (22)

## Consecuencias
A nivel nacional, el sistema prohibió que los menores puedan salir a emergencias. Primero deben realizar un trayecto de capacitación que dura un año. Una vez aprobado el curso, se procede a un tiempo de adaptación. La tragedia también llevó a la decisión de que los bomberos no actúen sofocando incendios de campo; que solamente se aseguren de que no llegue a la ciudad, trabajando con máquinas viales para realizar corta fuegos.
Cuando se inició la causa (que fue cerrada tres veces y la investigación penal quedó en el olvido), dos familiares cobraron un seguro de vida de cincuenta mil pesos, a cambio de no hacerle juicio a la provincia. Recién 15 años después, durante el gobierno de Mario Das Neves, se hizo una compensación y cobraron en bonos provinciales (BOPRO) alrededor de 500 mil pesos, el 10% de lo que se pedía. Hubo un padre que no aceptó y le ganó el juicio al Estado por 5 millones de pesos. La mayoría de los padres y madres continuaron en malas condiciones psíquicas. Hubo al menos  dos suicidios.
En 2020, al cumplirse un nuevo aniversario, el titular de la Asociación Bomberos Voluntarios y presidente de la Federación de Bomberos Voluntarios de Chubut, Gastón Alcucero, sostuvo que “más allá de las pérdidas lamentables que nunca vamos a poder recuperar y terminar de entender por qué pasan este tipo de cosas, sí podemos decir que, luego de 26 años, ha corrido mucha agua debajo del puente” y planteó que, luego de la tragedia, hubo un antes y un después a nivel nacional, porque en aquél entonces era común, en relación al hecho de que hubiera menores, que los cuerpos de bomberos tuvieran presencia de estos últimos; lamentablemente, a nivel local nos tocó pasarlo y ello terminó dándole al importancia a este servicio público de bomberos como la profesión más riesgosa sobre la faz de la Tierra, y dotarla de política pública con contenidos, lo cual trajo aparejada la capacitación, sobre todas las cosas, como un eje insoslayable de cualquier institución (...) no hubo Justicia porque obviamente, en aquél entonces, había responsables máximos en distintas esferas y, en definitiva, nunca se determinó esa responsabilidad, reclamo que llevan adelante los padres y que año tras año expresan a través de sus palabras”.

## Homenajes
En el primer aniversario del hecho, en la plaza céntrica de la ciudad, se erigió un monumento en honor a las víctimas, compuesto de un bombero con alas, rescatando un niño, y a su alrededor, 25 columnas blancas con un molino arriba que gira con el viento, evocando a cada uno de los cadetes.
Cada 21 de enero, Día del Mártir Bombero Voluntario, el Cuerpo de Bomberos de Puerto Madryn les rinde honores. Por la mañana se coloca una ofrenda floral en el monumento que honra su muerte. Luego, en el Panteón, se conmemora a 21 de ellos y a los restantes se los recuerda en las cuatro tumbas de quienes no están en el Panteón.
La última ofrenda se hace en la plazoleta Kona Mapú (Tierra de Héroes) del barrio Mapú Ngefü , donde las calles circulares llevan los nombres de los bomberos caídos el 21 de enero.